# Playa Shell
Playa Shell (en inglés: Shell Beach) está situada en la costa atlántica del país suramericano de Guyana en la región de Barima-Waini,  es un sitio de anidación de cuatro de las ocho especies de tortugas marinas - la tortuga golfina, carey, verde y la laúd. La playa de Shell se extiende por aproximadamente 140 kilómetros.
Las tortugas suelen ser sacrificados por su carne y huevos, pero ahora son parte de un programa de conservación no gubernamental. Shell no está formalmente protegida, aunque las actividades de conservación directas e indirectas para proteger a las tortugas marinas se iniciaron en la década de 1960, cuando el Dr. Peter Pritchard comenzó sus visitas anuales de investigación. Los amerindios de las comunidades locales de playa Almond y playa Gwennie están involucrados en el programa.